# خیابان باقرامیان
خیابان مارشال باقرامیان (ارمنی: Մարշալ Բաղրամյան Պողոտա) یک خیابان در شهر ایروان پایتخت جمهوری ارمنستان است که در مرکز ناحیه آرابکیر و شمالغربی ناحیه کنترون واقع شده‌است. این خیابان به احترام فرمانده نظامی ارمنستان شوروی و مارشال اتحاد شوروی ایوان باقرامیان نامگذاری شده‌است.
این خیابان در بین سال‌های ۱۹۷۰ تا ۱۹۹۵ میلادی با نام «خیابان بارکاموتیون» (به زبان ارمنی به معنی میدان دوستی) شناخته می‌شد.
خیابان مارشال باقرامیان به طول ۲٫۲ کیلومتر از "Place de France" در شرق آغاز و در "میدان بارکاموتیون" در غرب به پایان می‌رسد.

## ساختمان‌های مهم
مجموعه‌ای از ساختمان‌ها و سازه‌های مهم در خیابان باقرامیان واقع شده‌اند.

### ساختمان‌های دولتی
- کاخ حکومت ایروان جمهوری ارمنستان.
- مجلس ملی جمهوری ارمنستان.
- شورای امنیت ملی جمهوری ارمنستان.

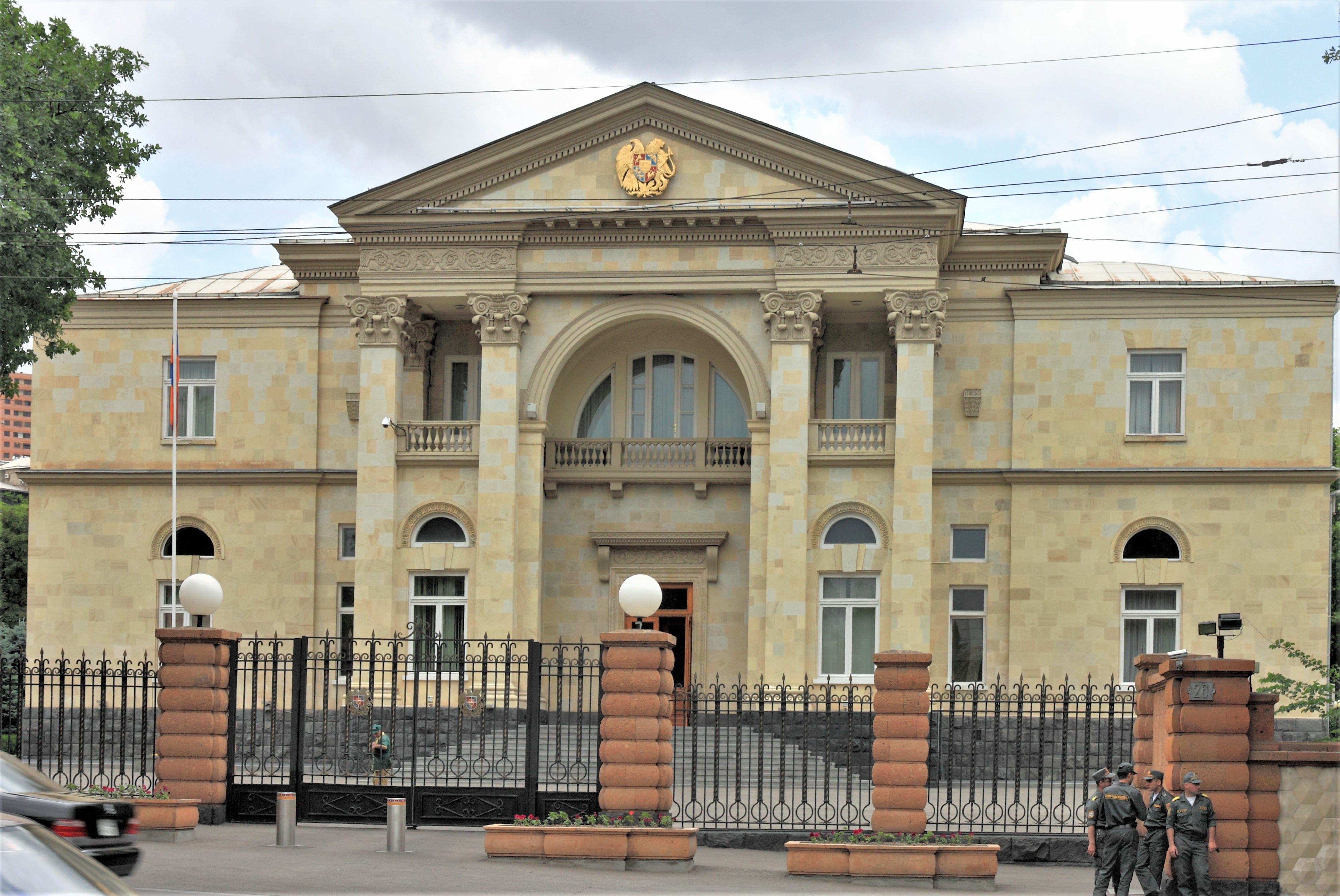
کاخ حکومت ایروان در شماره ۲۶ خیابان باقرامیان

- دادگاه قانون اساسی جمهوری ارمنستان.

### اماکن دیپلماتیک خارجی
- سفارت بریتانیا.
- سفارت سوئد.
- سفارت سوریه.
- سفارت جمهوری خلق چین.
- کنسولگری تایلند.

### آموزش و پرورش، علوم و فرهنگ
- فرهنگستان ملی علوم ارمنستان
- دانشگاه آمریکایی ارمنستان
- خانه‌موزه آرام خاچاتوریان
- اتحادیه نویسندگان ارمنستان.
- اتحادیه معماران ارمنستان.

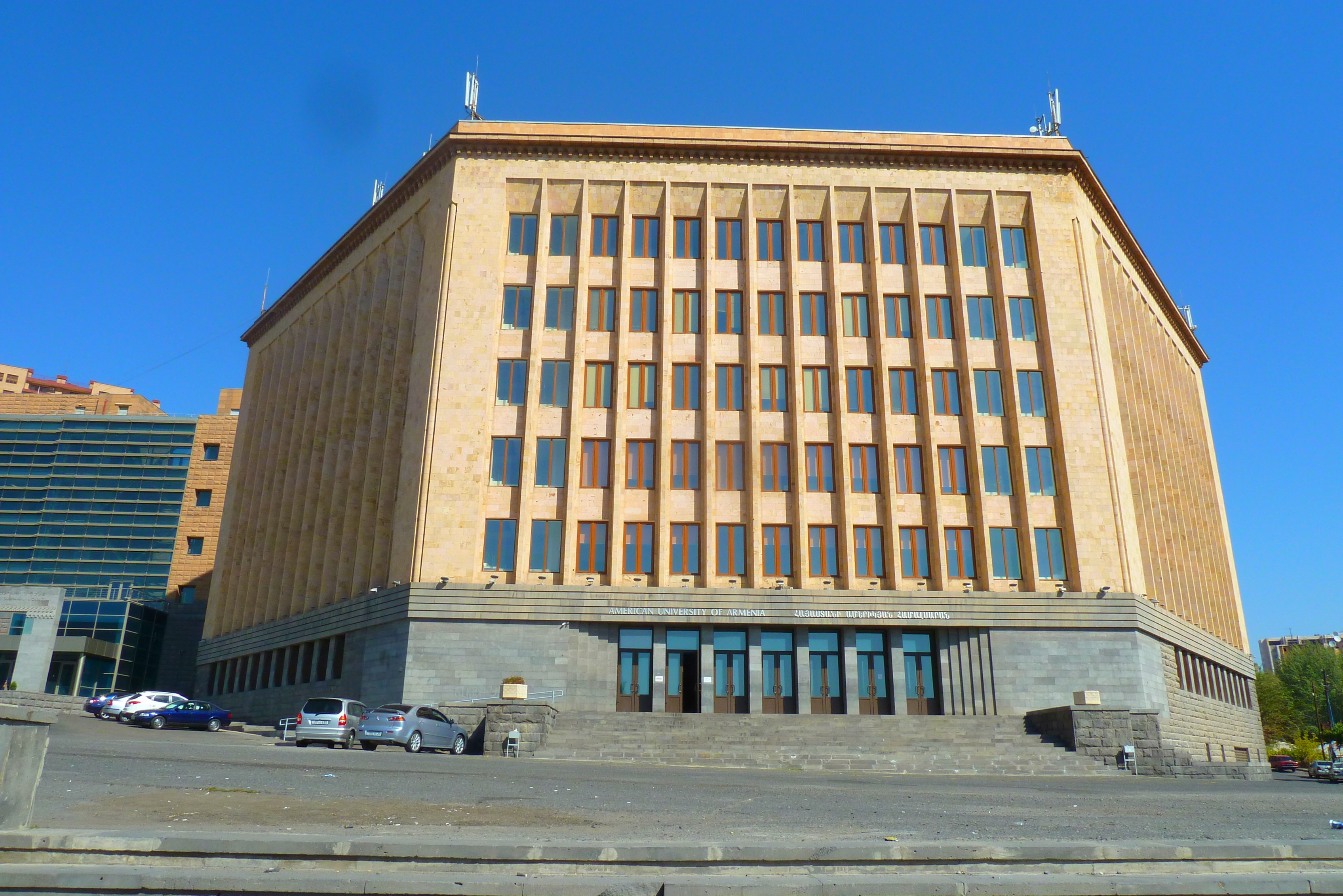
دانشگاه آمریکایی ارمنستان

- مدارس دولتی: آنتون چخوف (شماره ۵۵)، جمهوری آرژانتین (شماره ۷۶)، هایراپت هایراپتیان (شماره ۷۸) و هاکوب اوشاکان (شماره ۱۷۲)

### دیگر سازه‌ها
- پارک عشاق.
- ایستگاه متروی مارشال باقرامیان.
- ایستگاه متروی بارکاموتیون.
- کلیسای انجیلی ارمنی.

## نگارخانه

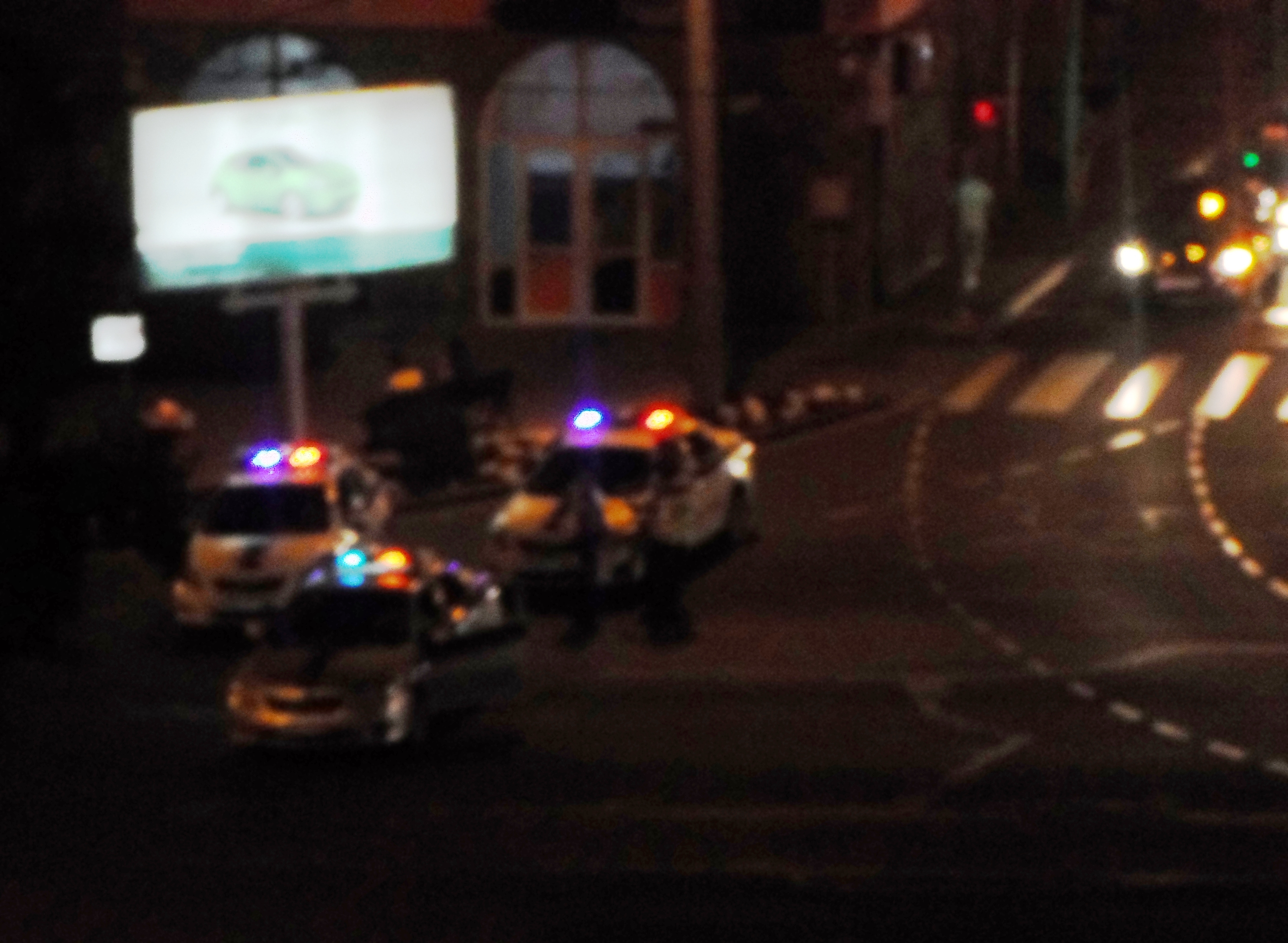
In Rally and Sit-in against the approved rise in electricity tariffs, June 22, 2015.
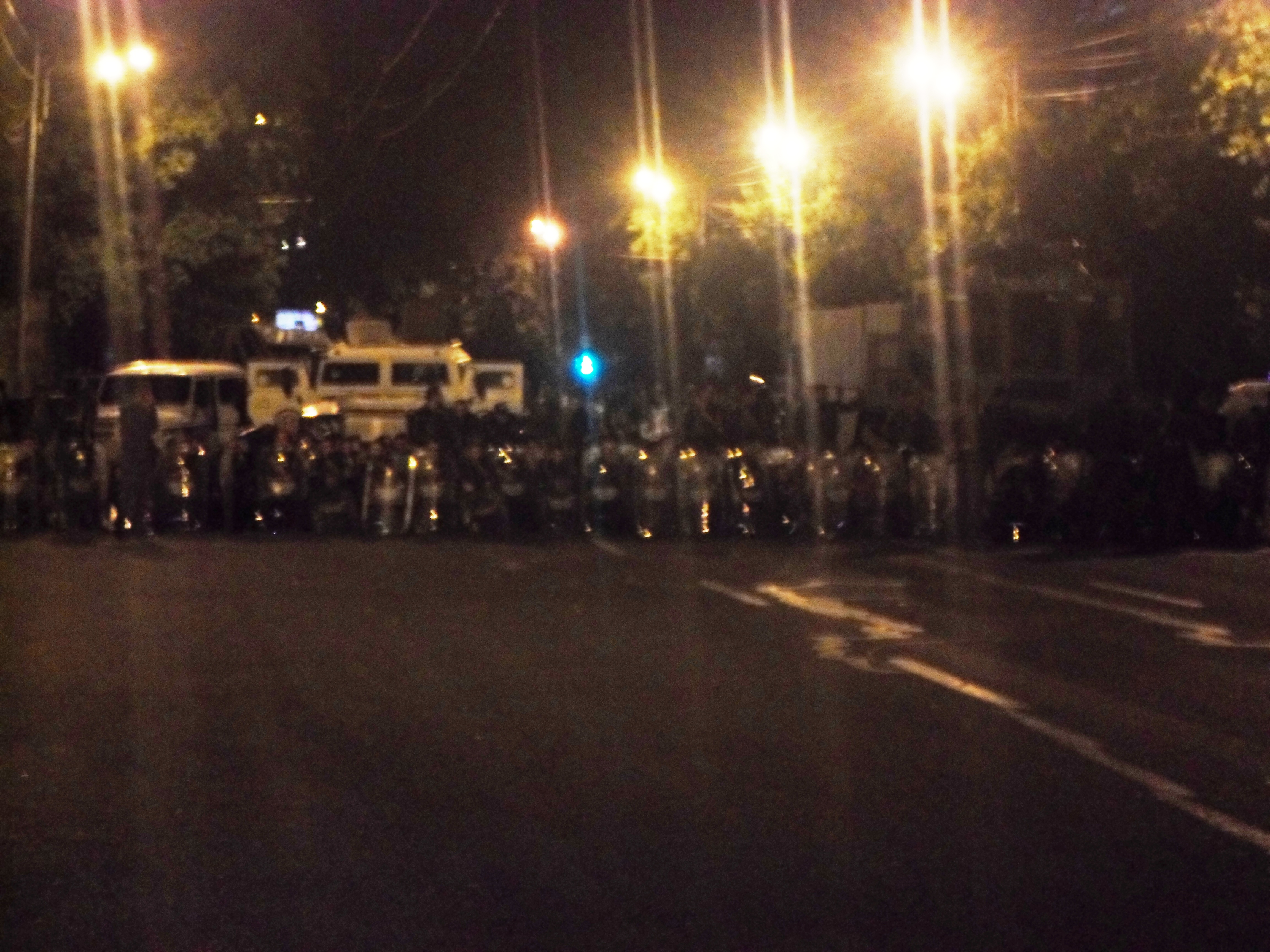
In Rally and Sit-in against the approved rise in electricity tariffs, June 22, 2015.
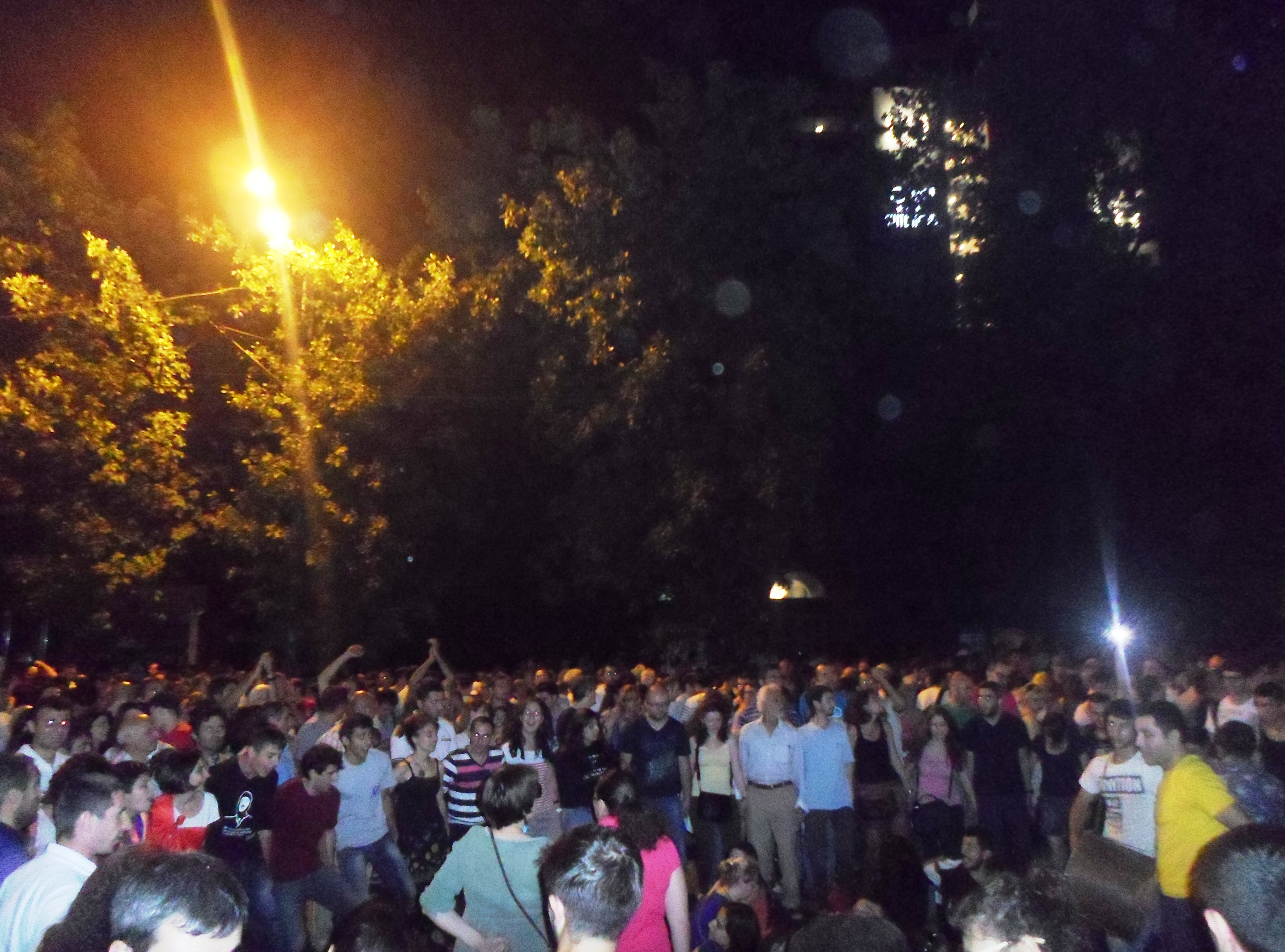
In Rally and Sit-in against the approved rise in electricity tariffs, June 22, 2015.
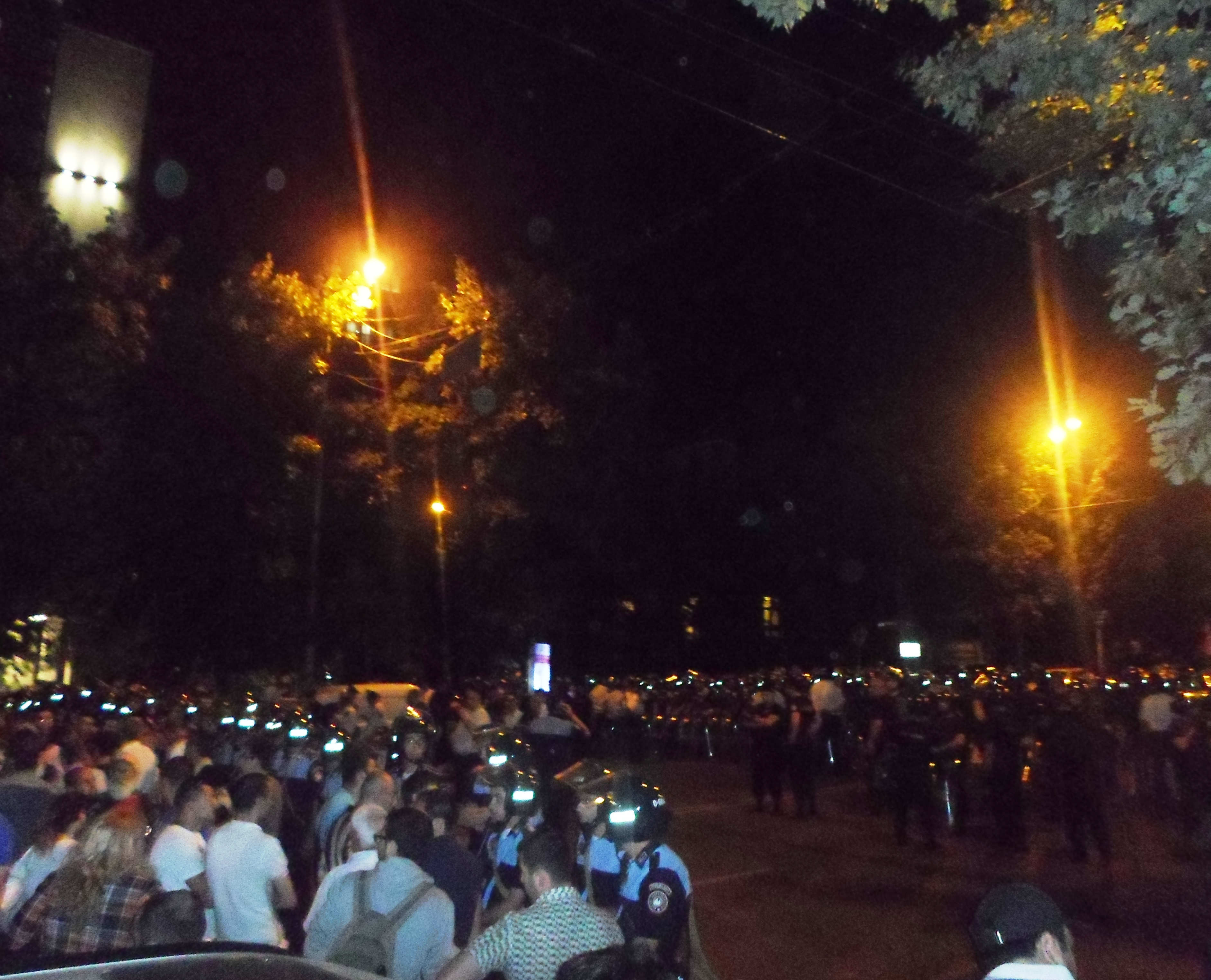
In Rally and Sit-in against the approved rise in electricity tariffs, June 22, 2015.